# 踊れトスカーナ!
『踊れトスカーナ!』（原題:伊: Il ciclone）は1996年のイタリア映画。

## あらすじ
イタリアのトスカーナ地方、田舎町の農家にスペインのフラメンコ・ダンサーの一座が迷い込んできた。刺激的なダンサーたちのダンスに町中が浮き立つ。農場の一家の長男で会計士のレバンテは、黒い瞳が魅力的なカテリーナに一目惚れする。シャイなイタリア男のフラメンコダンサーとの恋。

## 登場人物
※括弧内は日本語吹替。
- レバンテ - レオナルド・ピエラッチョーニ（イタリア語版）（山路和弘）：農家の長男。会計士。
- カテリーナ - ロレーナ・フォルテーザ（イタリア語版）（田中敦子）：フラメンコダンサー。ヒロイン。
- セルヴァッジャ - バルバラ・エンリーキ（佐藤しのぶ）
- リーベロ - マッシモ・チェッケリーニ（牛山茂）
- パパ - セルジオ・フォルコーニ（藤本譲）

日本語吹替その他出演：唐沢潤、仲野裕、稲葉実、中庸助、寺内よりえ、日野由利加、岩崎ひろし、中田和宏、藤貴子、松岡文雄、大川透、遠藤純一、藤生聖子、吉田孝、山川亜弥、石波義人
日本語版制作スタッフ 演出：向山宏志、翻訳：石原千麻、録音・調整：蝦名恭範、録音制作：ACクリエイト、技術協力：ビーライン、制作監修：山本千絵子、制作：Disney Character Voices International, Inc.

## 音楽
劇中でフラメンコダンサー達が踊るマリー・クレール・デュバルドの曲「The Rhythm Is Magic」は、後にジプシー・キングスがそのスペイン語版「Magia Del Ritmo」をカヴァーした。